# Bratuljevci
Bratuljevci su naselje u Republici Hrvatskoj u Požeško-slavonskoj županiji, u sastavu općine Velika.

## Zemljopis
Bratuljevci su smješteni oko 10 km jugozapadno od Velike,  susjedna naselja su Lučinci na sjeveru, Oljasi na istoku i Perenci na jugu.

## Stanovništvo
Prema popisu stanovništva iz 2001. godine Bratuljevci su imali 27 stanovnika, dok su prema popisu stanovništva iz 1991. godine imali 34 stanovnika.
| broj stanovnika | 114   | 108   | 101   | 126   | 134   | 178   | 160   | 162   | 132   | 121   | 93    | 55    | 45    | 34    | 27    | 25    | 13    |
|                 | 1857. | 1869. | 1880. | 1890. | 1900. | 1910. | 1921. | 1931. | 1948. | 1953. | 1961. | 1971. | 1981. | 1991. | 2001. | 2011. | 2021. |